# セントヘレナ郡 (ルイジアナ州)
セントヘレナ郡（セントヘレナぐん、英: Saint Helena Parish）は、アメリカ合衆国ルイジアナ州の東部に位置する郡である。2010年国勢調査での人口は11,203人であり、2000年の10,525人から6.4％増加した。郡庁所在地はグリーンズバーグ市（人口718人）であり、同郡で人口最大の町でもある。
セントヘレナ郡はバトンルージュ大都市圏に属している。

## 地理
アメリカ合衆国国勢調査局に拠れば、郡域全面積は409平方マイル (1,060 km2)であり、このうち陸地408平方マイル (1,058 km2)、水域は1平方マイル (3 km2)で水域率は0.27％である。

### 主要高規格道路
- ルイジアナ州道10号線
- ルイジアナ州道16号線
- ルイジアナ州道37号線
- ルイジアナ州道38号線
- ルイジアナ州道43号線

### 隣接する郡
- エイメット郡 (ミシシッピ州) - 北
- タンジパホア郡 - 東
- リビングストン郡 - 南
- イーストバトンルージュ郡 - 南西
- イーストフェリシアナ郡 - 西

## 人口動態
以下は2000年の国勢調査による人口統計データである。
| 基礎データ - 人口: 10,525人 - 世帯数: 3,873 世帯 - 家族数: 2,784 家族 - 人口密度: 10人/km2（26人/mi2） - 住居数: 5,034軒 - 住居密度: 5軒/km2（12軒/mi2） 人種別人口構成 - 白人: 46.53% - アフリカン・アメリカン: 52.42% - ネイティブ・アメリカン: 0.10% - アジア人: 0.10% - 太平洋諸島系: 0.01% - その他の人種: 0.14% - 混血: 0.71% - ヒスパニック・ラテン系: 0.99% 年齢別人口構成 - 18歳未満: 29.0% - 18-24歳: 9.1% - 25-44歳: 26.1% - 45-64歳: 23.3% - 65歳以上: 12.5% - 年齢の中央値: 35歳 - 性比（女性100人あたり男性の人口） - 総人口: 92.4 - 18歳以上: 87.6 | 世帯と家族（対世帯数） - 18歳未満の子供がいる: 34.0% - 結婚・同居している夫婦: 48.9% - 未婚・離婚・死別女性が世帯主: 18.4% - 非家族世帯: 28.1% - 単身世帯: 25.4% - 65歳以上の老人1人暮らし: 10.4% - 平均構成人数 - 世帯: 2.70人 - 家族: 3.27人 収入と家計 - 収入の中央値 - 世帯: 24,970米ドル - 家族: 29,950米ドル - 性別 - 男性: 30,2189米ドル - 女性: 16,853米ドル - 人口1人あたり収入: 12,318米ドル - 貧困線以下 - 対人口: 26.8% - 対家族数: 22.8% - 18歳未満: 35.5% - 65歳以上: 23.2% |

## 都市と町

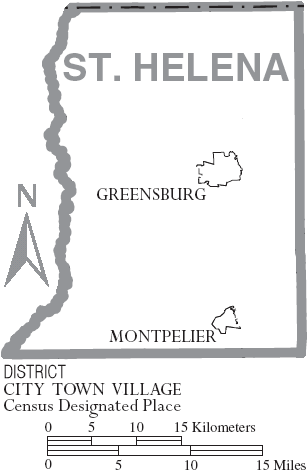
セントヘレナ郡図

- グリーンズバーグ - 郡庁所在地
- モンペリエ

## 教育
セントヘレナ郡の小学校と高校はセントヘレナ郡スクールシステムに属している。中学校はルイジアナ州リカバリー教育学区に入っている。

## ブラッシー・クリーク衝突クレーター
郡内には州内で唯一の隕石衝突クレーターがある。直径　2 km のほぼ円形をしている。その縁にある粉砕され恐らく変性された堆積物からは石英の破片が見つかっている。郡内南西部の隅、グリーンズバーグの南西約 9.3 km に位置している。ルイジアナ州道37号線がその北端をかすめている。